# Aegomorphus lanei
Aegomorphus lanei es una especie de escarabajo longicornio del género Aegomorphus,  subfamilia Lamiinae. Fue descrita científicamente por Marinoni & Martins en 1978.
Se distribuye por Bolivia y Brasil. Mide 9,1-14,8 milímetros de longitud.